# Eerste klasse 1936-37 (voetbal België)
Het seizoen 1936/37 van de Belgische Eerste Klasse begon in de zomer van 1936 en eindigde in de lente van 1937. De competitie telde 14 clubs. Daring Club de Bruxelles werd voor de vijfde maal landskampioen, de laatste maal in hun geschiedenis.

## Gepromoveerde teams
Deze teams waren gepromoveerd uit de Tweede Klasse voor de start van het seizoen:
- FC Turnhout (kampioen in Eerste Afdeeling A)
- ARA La Gantoise (kampioen in Eerste Afdeeling B)

## Degraderende teams
Deze teams degradeerden naar Tweede Klasse op het eind van het seizoen:
- FC Turnhout
- RC Malines SR

## Eindstand
|   |    |                             | P  | W  | G | V  | +  | -   | DS  | Ptn |
| - | -- | --------------------------- | -- | -- | - | -- | -- | --- | --- | --- |
| K | 1  | Daring Club de Bruxelles SR | 26 | 17 | 5 | 4  | 61 | 20  | 41  | 39  |
|   | 2  | R. Beerschot AC             | 26 | 17 | 4 | 5  | 75 | 32  | 43  | 38  |
|   | 3  | Union Royale Saint-Gilloise | 26 | 15 | 6 | 5  | 67 | 30  | 37  | 36  |
|   | 4  | K. Liersche SK              | 26 | 16 | 1 | 9  | 64 | 39  | 25  | 33  |
|   | 5  | RFC Malinois                | 26 | 12 | 6 | 8  | 59 | 55  | 4   | 30  |
|   | 6  | R. White Star AC            | 26 | 13 | 3 | 10 | 68 | 49  | 19  | 29  |
|   | 7  | R. Standard Club Liège      | 26 | 13 | 3 | 10 | 58 | 42  | 16  | 29  |
|   | 8  | R. Antwerp FC               | 26 | 10 | 6 | 10 | 50 | 47  | 3   | 26  |
|   | 9  | ARA La Gantoise             | 26 | 10 | 6 | 10 | 50 | 47  | 3   | 26  |
|   | 10 | RFC Brugeois                | 26 | 9  | 7 | 10 | 39 | 40  | -1  | 25  |
|   | 11 | RSC Anderlechtois           | 26 | 7  | 8 | 11 | 47 | 53  | -6  | 22  |
|   | 12 | KM Lyra                     | 26 | 4  | 7 | 15 | 41 | 88  | -47 | 15  |
| D | 13 | FC Turnhout                 | 26 | 2  | 5 | 19 | 33 | 103 | -70 | 9   |
| D | 14 | RC Malines SR               | 26 | 1  | 5 | 20 | 30 | 97  | -67 | 7   |

P: wedstrijden gespeeld, W: wedstrijden gewonnen, G: gelijke spelen, V: wedstrijden verloren, +: gescoorde doelpunten, -: doelpunten tegen, DS: doelsaldo, Ptn: totaal punten
K: kampioen, D: degradeert
1895/96 · 1896/97 · 1897/98 · 1898/99 · 1899/00 · 1900/01 · 1901/02 · 1902/03 · 1903/04 · 1904/05 · 1905/06 · 1906/07 · 1907/08 · 1908/09 · 1909/10 · 1910/11 · 1911/12 · 1912/13 · 1913/14 · 1914/15 · 1915/16 · 1916/17 · 1917/18 · 1918/19 · 
1919/20 · 1920/21 · 1921/22 · 1922/23 · 1923/24 · 1924/25 · 1925/26 · 1926/27 · 1927/28 · 1928/29 · 1929/30 · 1930/31 · 1931/32 · 1932/33 · 1933/34 · 1934/35 · 1935/36 · 1936/37 · 1937/38 · 1938/39 · 1939/40 · 1940/41 · 1941/42 · 1942/43 · 1943/44 · 1944/45 · 1945/46 · 1946/47 · 1947/48 · 1948/49 · 1949/50 · 1950/51 · 1951/52 · 1952/53 · 1953/54 · 1954/55 · 1955/56 · 1956/57 · 1957/58 · 1958/59 · 1959/60 · 1960/61 · 1961/62 · 1962/63 · 1963/64 · 1964/65 · 1965/66 · 1966/67 · 1967/68 · 1968/69 · 1969/70 · 1970/71 · 1971/72 · 1972/73 · 1973/74 · 1974/75 · 1975/76 · 1976/77 · 1977/78 · 1978/79 · 1979/80 · 1980/81 · 1981/82 · 1982/83 · 1983/84 · 1984/85 · 1985/86 · 1986/87 · 1987/88 · 1988/89 · 1989/90 · 1990/91 · 1991/92 · 1992/93 · 1993/94 · 1994/95 · 1995/96 · 1996/97 · 1997/98 · 1998/99 · 1999/00 · 2000/01 · 2001/02 · 2002/03 · 2003/04 · 2004/05 · 2005/06 · 2006/07 · 2007/08 · 2008/09 · 2009/10 · 2010/11 · 2011/12 · 2012/13 · 2013/14 · 2014/15 · 2015/16 · 2016/17 · 2017/18 · 2018/19 · 2019/20 · 2020/21· 2021/22 · 2022/23 · 2023/24 · 2024/25